# Сальвиати, Франческо
Франческо Сальвиати итал. Francesco Salviati; 1510, Флоренция — 11 ноября 1563, Рим) — итальянский живописец, рисовальщик, ювелир. Художник маньеризма флорентийской школы. Его настоящее имя Франческо де Росси, известен также по прозвищу «Чеккино» (итал. сecchino — кукушка).

## Жизнь и творчество
Родился во Флоренции в семье ткача и торговца бархатом. Получив несколько рисунков от двоюродного брата для изучения, он показал талант в рисовании, что привело его, вопреки воле отца, в мастерскую дяди Диониджи да Дьяччето, флорентийского ювелира. Проявив себя способным учеником, в 1524 году он уже был в мастерской Джулиано Буджардини, где познакомился и подружился с подростком Джорджо Вазари, известным в будущем историографом, только что приехавшим во Флоренцию.
Затем Франческо учился у Баччо Бандинелли (1529—1530), после чего в мастерской у Андреа дель Сарто. В 1531 году он поселился в Риме, где пользовался покровительством кардинала Джованни Сальвиати, от которого в знак признательности он взял себе второе имя.
В 1538 году художник получил задание своего покровителя на участие в росписи церкви Сан-Джованни-Баттиста-Деколлато. Выполненная им фреска «Встреча Марии и Елизаветы» несёт в себе черты влияния ватиканских росписей Рафаэля. Эта первая большая работа принесла художнику известность. В 1539 году Сальвиати предпринял поездку в Венецию, в 1540-е годы жил и работал преимущественно во Флоренции и Риме. В 1556—1557 годах посетил Фонтенбло, где его маньеристский стиль снискал ему признание. Сальвиати был одним из самых выдающихся мастеров фрески своего времени. Его композиции, включающие множество фигур, сложны и тщательно выстроены. К числу лучших работ художника в этой области можно отнести роспись Зала аудиенций Палаццо Веккьо во Флоренции (1543—1545), посвящённую истории жизни римского полководца и диктатора Марка Фурия Камилла и являющуюся аллегорией правления Козимо I Медичи. Сальвиати был также опытным портретистом. Его работы в этом жанре отличаются точностью психологических характеристик модели и богатством цветовой палитры, напоминающей о живописной традиции Северной Италии.
Среди его последних работ — «История Девы Марии» в церкви Сан-Марчелло-аль-Корсо и фрески в «Зале событий» в Палаццо Фарнезе в Риме. Франческо Сальвиати также выполнял картоны для шпалер, по его рисункам выполняли гравюры, в том числе орнаментальные композиции, имевшие популярность.
Художник умер в Риме 11 ноября 1563 года. Похоронен в церкви Сан-Джироламо-делла-Карита.

## Галерея

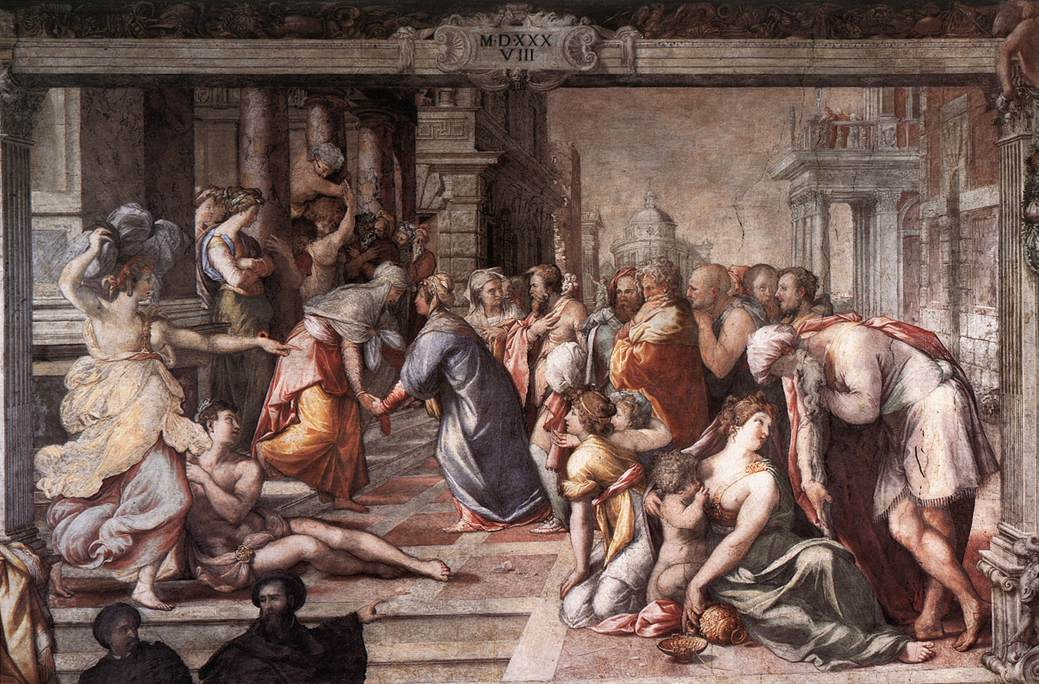
Встреча Марии и Елизаветы. 1538. Фреска церкви Сан-Джованни-Баттиста-Деколлато, Рим
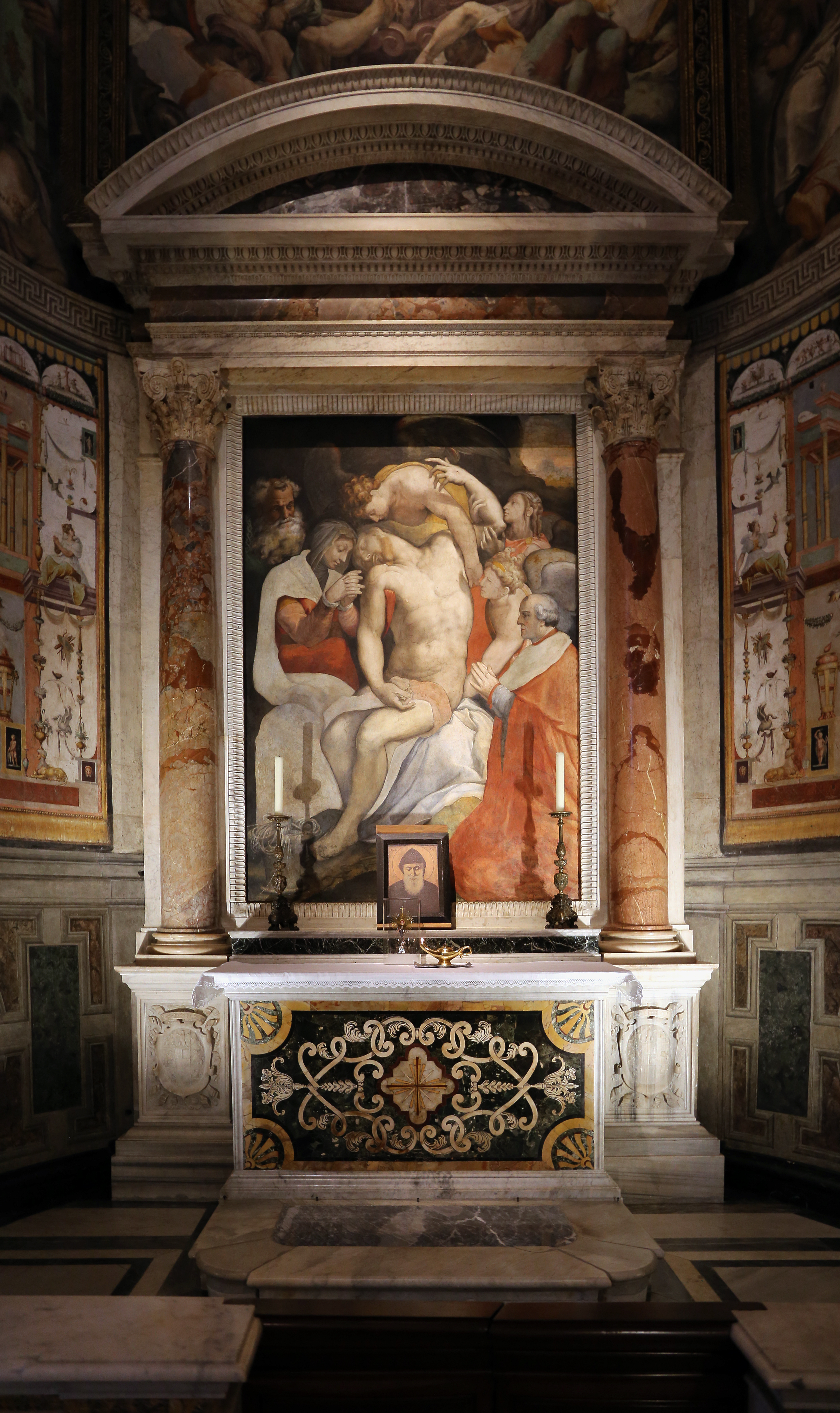
Положение во гроб. 1530—1550. Алтарь Капеллы Иоанна Альбрехта Бранденбургского в церкви Санта-Мария-дель-Анима, Рим
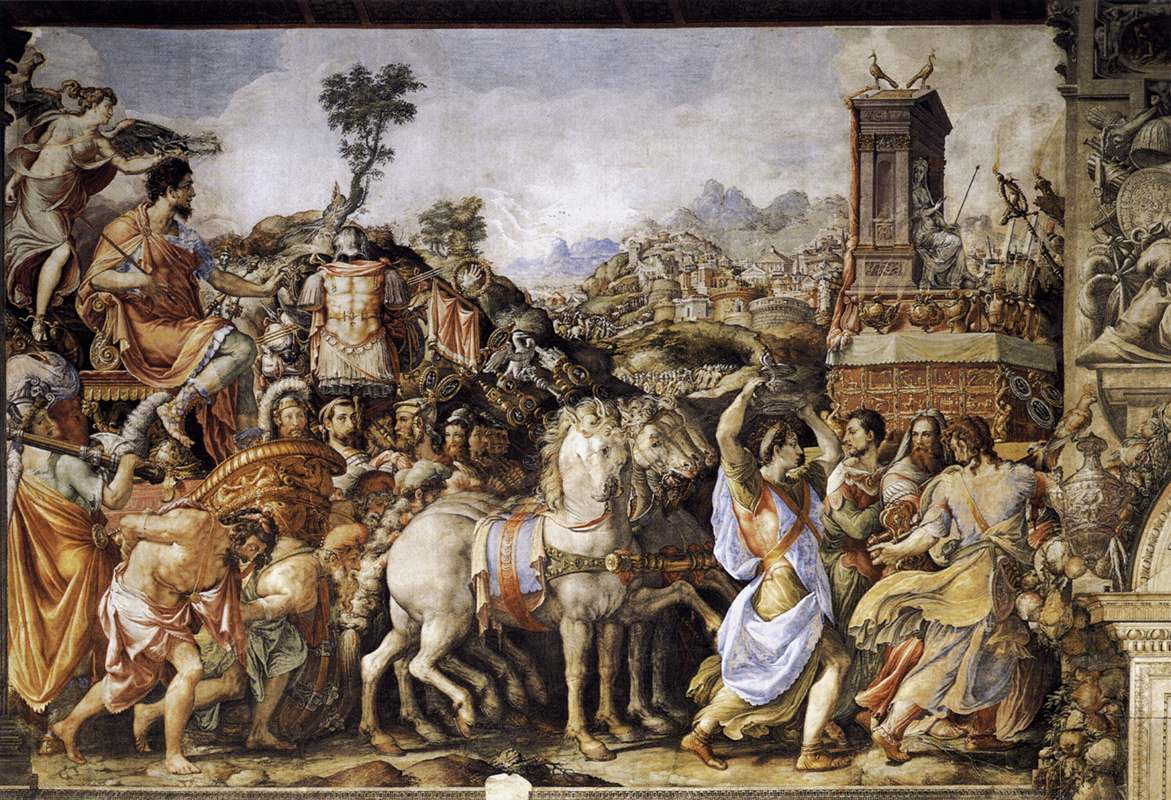
Триумф Марка Фурия Камилла. 1543—1545. Фреска Зала аудиенций Палаццо Веккьо, Флоренция
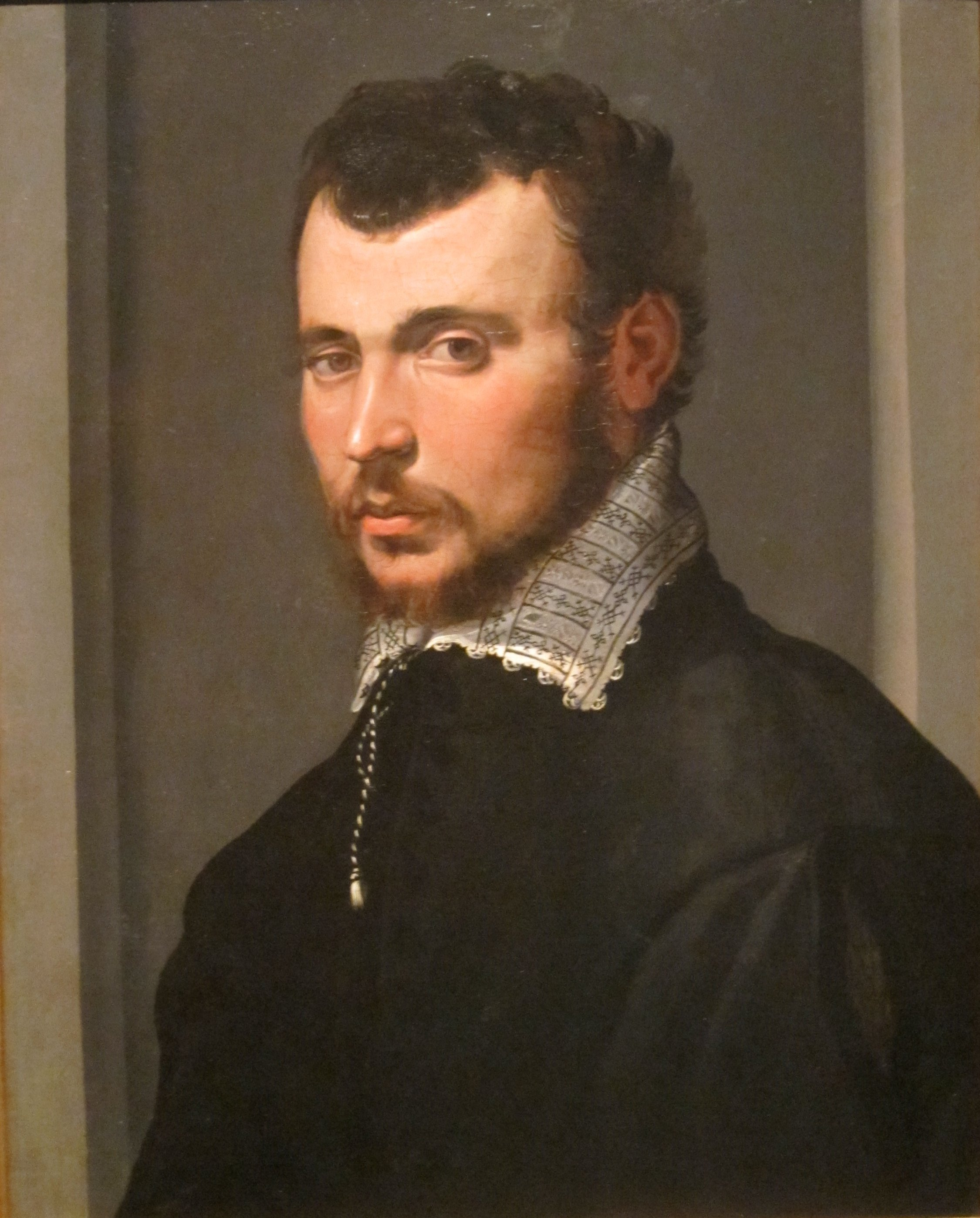
Портрет молодого человека. Ок. 1550 г. Дерево, масло. Художественный музей Гонолулу, Гавайи
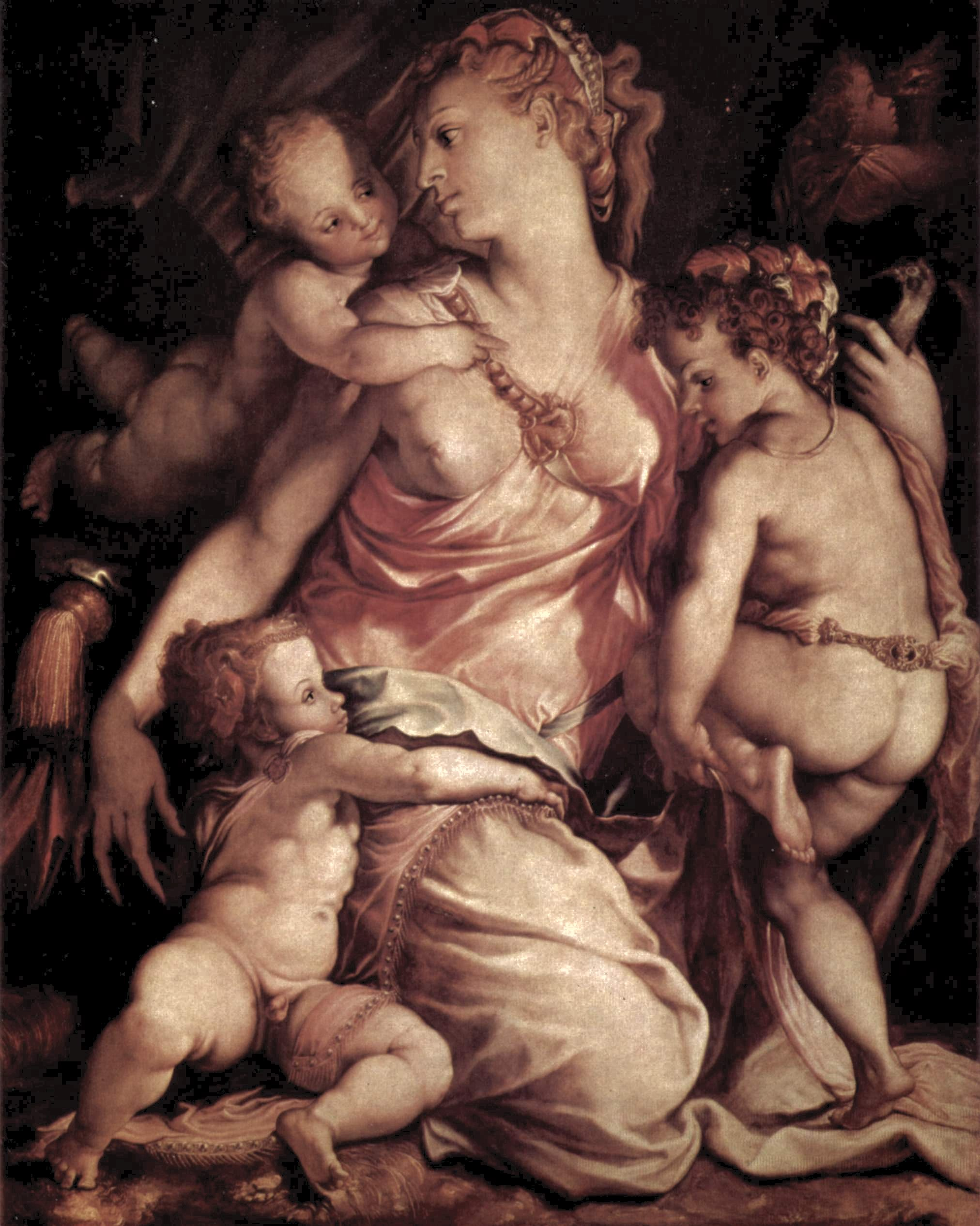
Милосердие. 1554—1558. Дерево, масло. Галерея Уффици, Флоренция
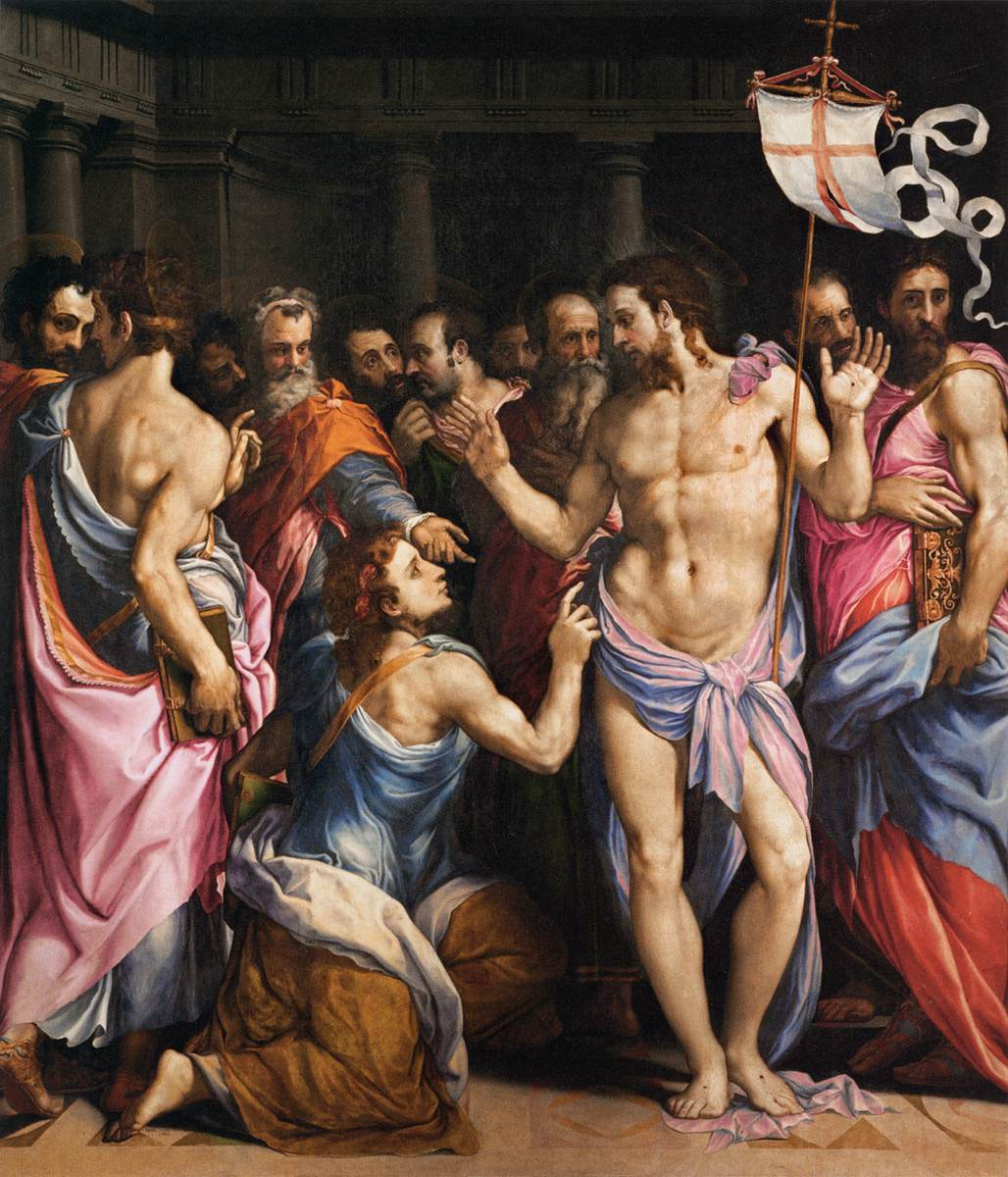
Уверение Фомы. Между 1543 и 1547 гг. Дерево, масло (перенесено на холст). Лувр, Париж
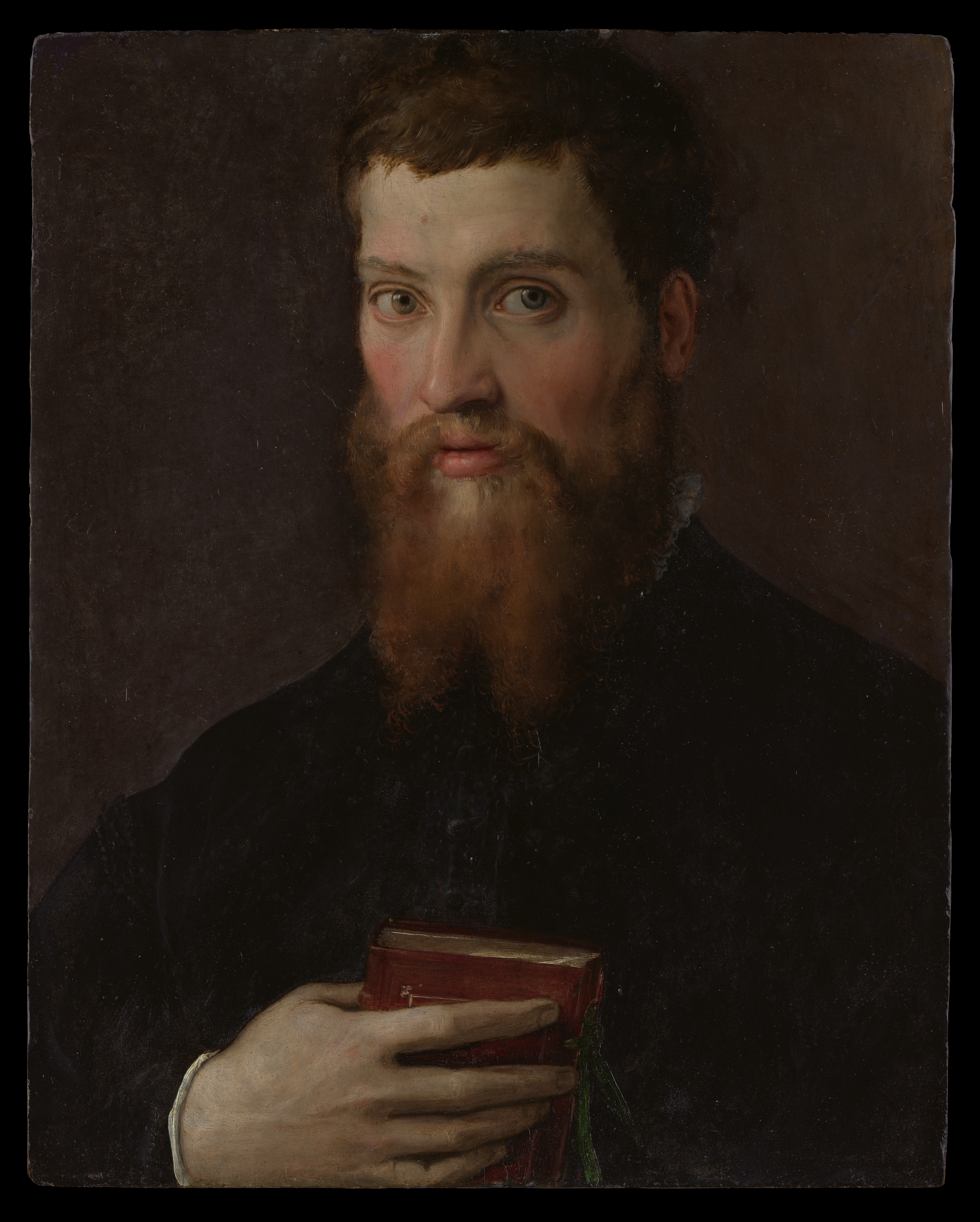
Портрет Карло Римботти. 1548. Дерево, масло. Метрополитен-музей, Нью-Йорк
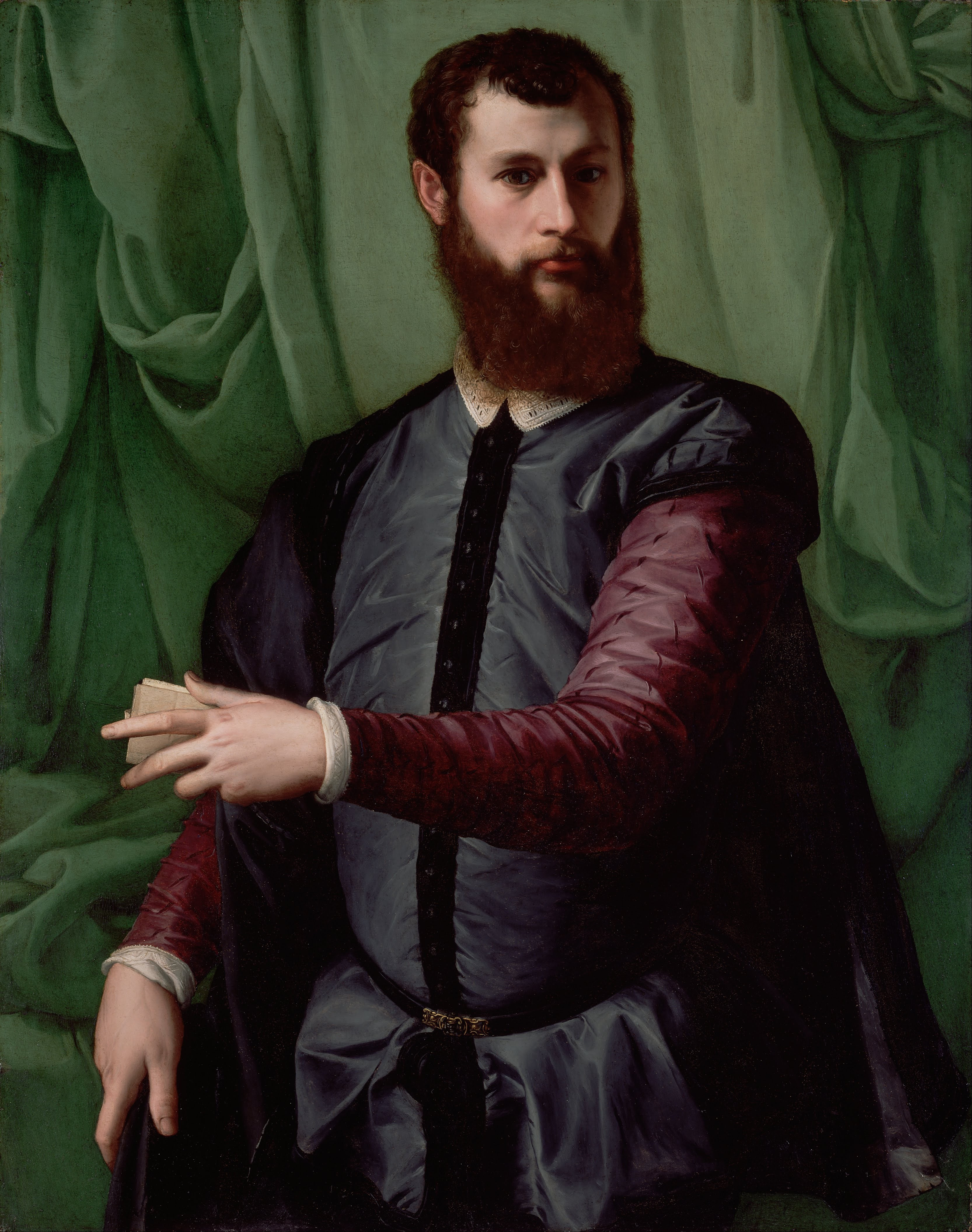
Мужской портрет. Ок. 1545. Музей Пола Гетти, Лос-Анджелес
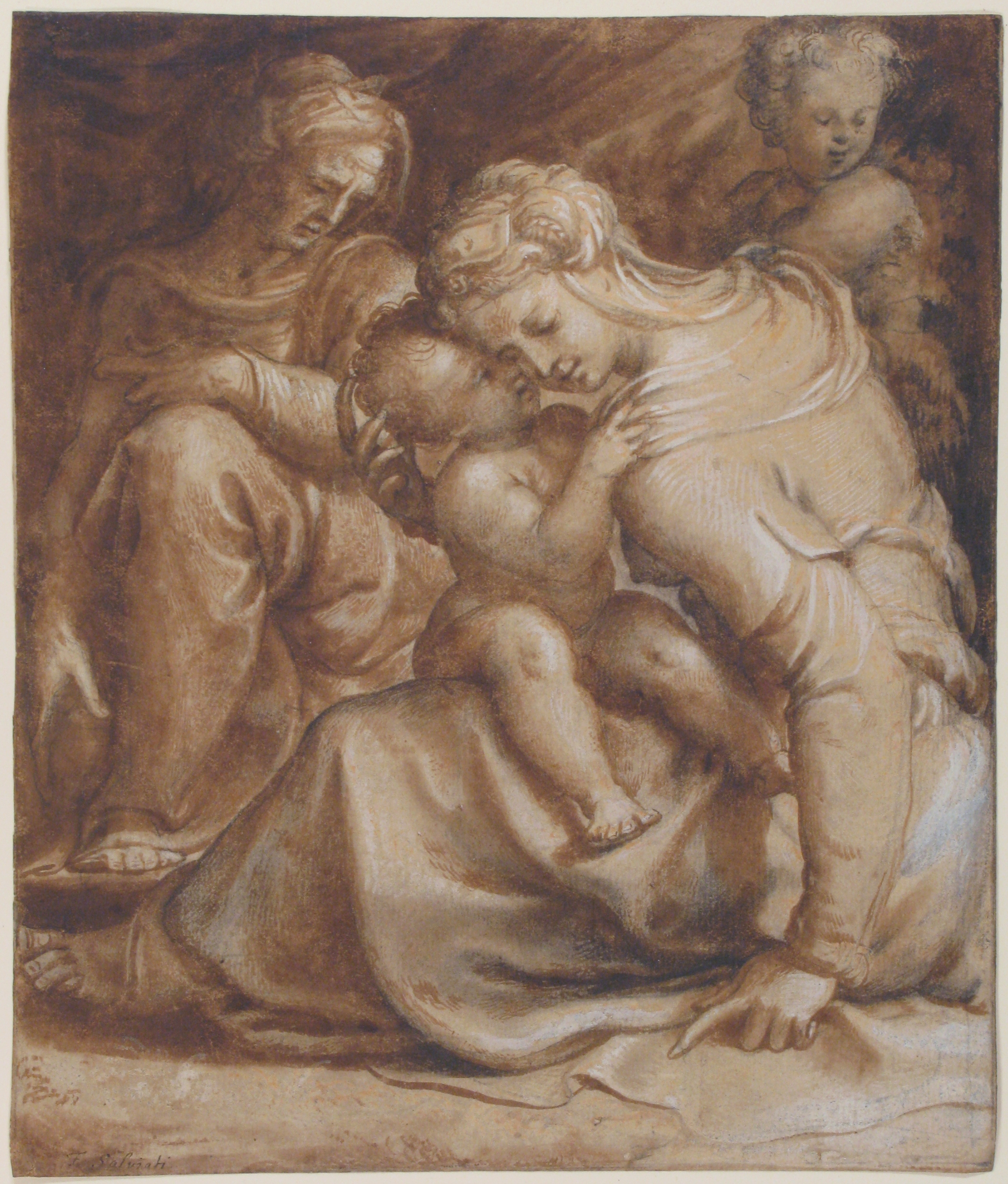
Мадонна с Младенцем, святой Анной и Иоанном Крестителем. Ок. 1550. Бумага, перо, чернила, сангина, уголь, белила. Метрополитен-музей, Нью-Йорк
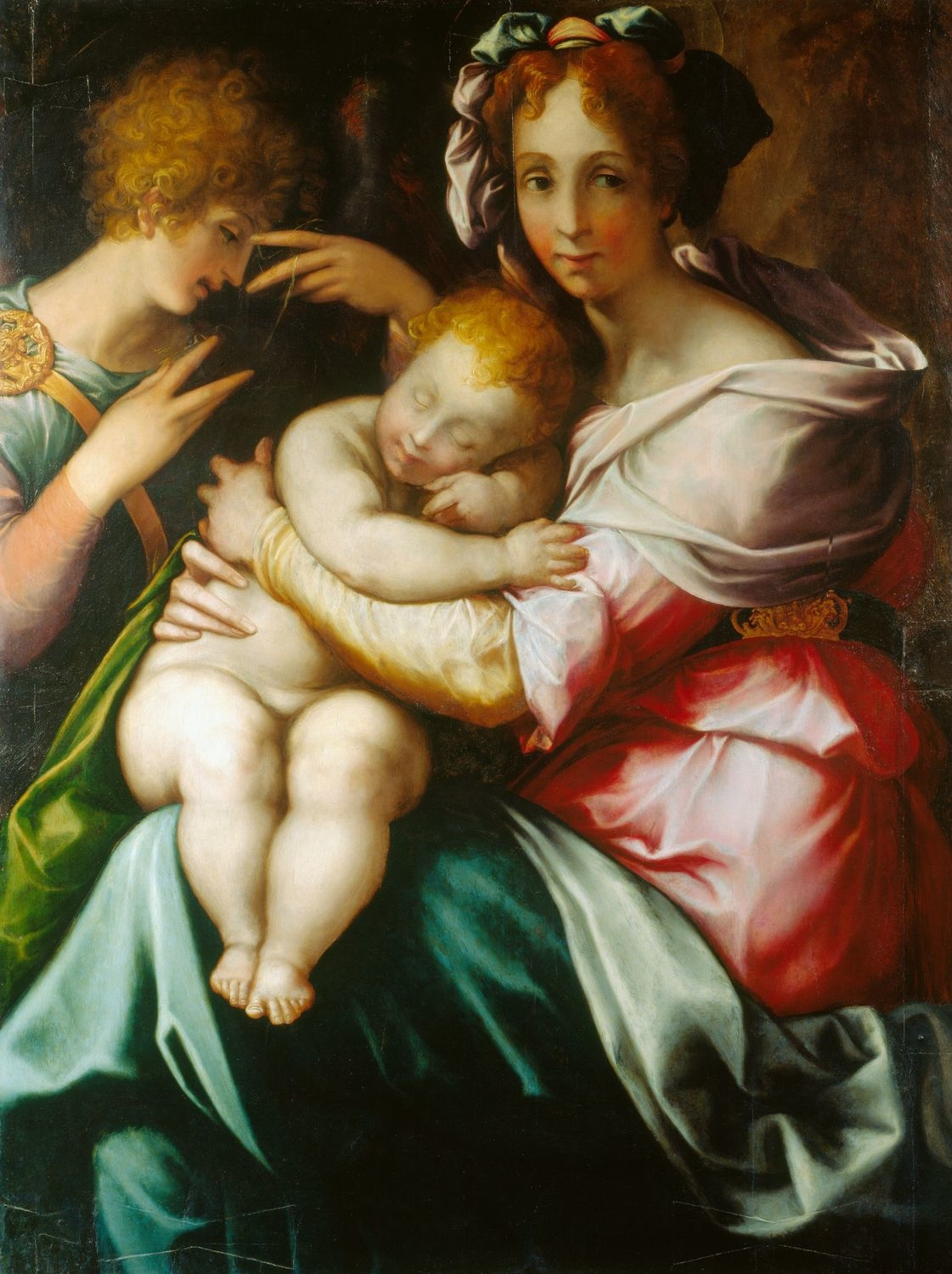
Мадонна с Младенцем и ангел. Ок. 1538 г. Королевская коллекция, Великобритания
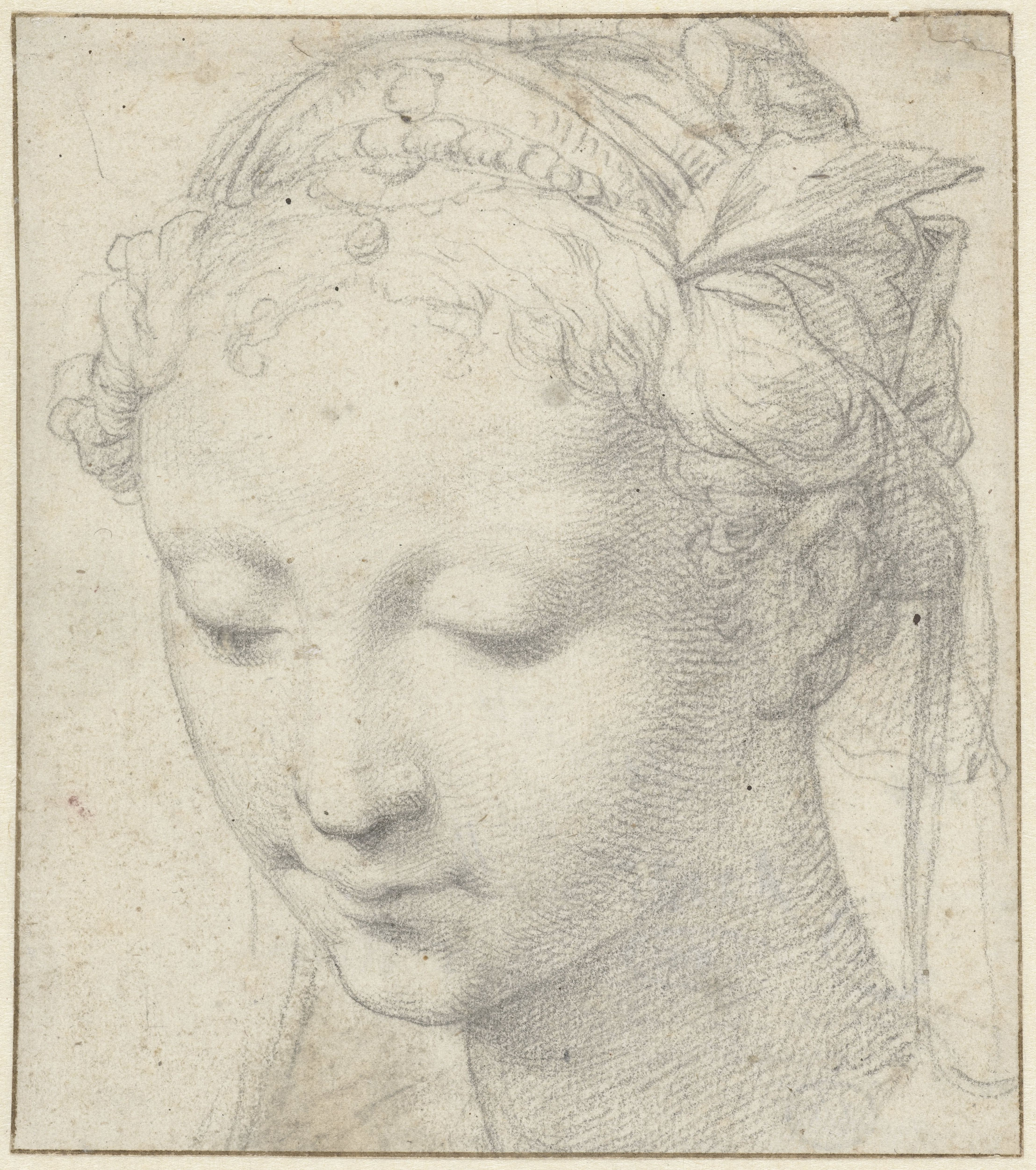
Голова женщины. Между 1520 и 1563 гг. Бумага, серебряный штифт. Рейксмюсеум, Амстердам
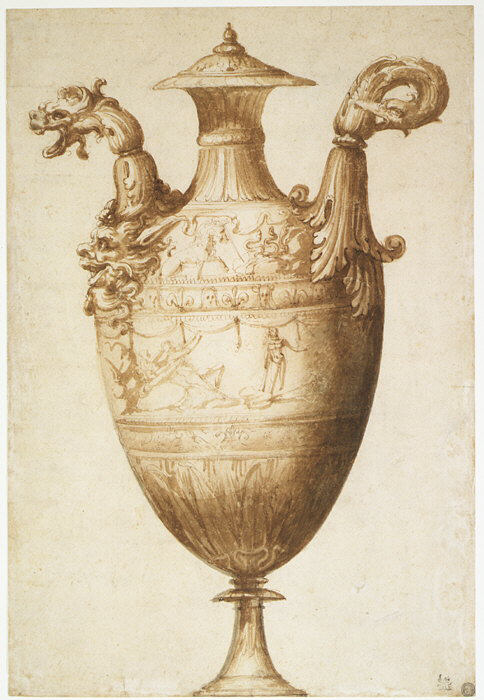
Проект вазы с Геркулесом и лилиями Фарнезе. Ок. 1540 г. Бумага, перо, кисть, коричневые чернила. Метрополитен-музей, Нью-Йорк